# Princess (film 2014)
Princess è un film del 2014 diretto da Tali Shalom Ezer.
Venne presentato in anteprima al Jerusalem Film Festival del 2014.

## Trama
Adar è una ragazzina di dodici anni che vive con la madre divorziata Alma e con il di lei compagno Michael. 
Un giorno, rientrando a casa da scuola, incontra Alan, un giovane sognatore che le assomiglia, e lo porta a vivere a casa. Il ragazzo viene subito ben accolto dalla famiglia della ragazza, soprattutto da Michael che vorrebbe anche utilizzare il ragazzo come modello per i quadri che dipinge.
Una sera Michael, mentre va a prendere Alma al lavoro, porta Adar con sé e si ferma a consumare un pasto in un luogo usato come Drive In. Vedendo la figlia in auto Alma si arrabbia temendo che l’indomani sarà troppo stanca per andare a scuola e che questo alla fine spingerà gli insegnanti ad espellerla da scuola. Anche a casa la donna, forse frustrata per il suo lavoro, si sfoga contro la figlia e il compagno. Più tardi, nella notte, Adar viene svegliata dai rumori causati dalla madre e dal compagno che hanno un rapporto sessuale. Incuriosita chiede ad Alan se ha già fatto sesso e alla sua risposta affermativa gli chiede come ci si sente a fare sesso. Il ragazzo, divertito, gli mima i modi in cui si fa sesso.
Col passare dei giorni  Adar inizia ad essere gelosa del rapporto che si è venuto a creare tra Alan e Michael
Una notte Michael tenta di baciare Alan e poi abusa sessualmente di lui. Adar va a svegliare la madre e le dice di seguirla in camera sua se vuole vedere la più terribile cosa al mondo. La donna tuttavia non da' peso alle parole della figlia e si rimette a dormire.
Il mattino dopo, durante la colazione, Alan afferma che la loro è la famiglia più schifosa che esista al mondo e dopo aver minacciato Michael, che gli si era avvicinato, con un coltello se na va via di casa. Adar lo insegue e lo vedo allontanarsi in mezzo al traffico senza dire una parola. Quella sera la madre di Adar trova la figlia seduta ad una panchina. La ragazzina tenta ancora una volta di avvisare la madre su che razza di uomo sia  Michael, ma lei non l’ascolta. Solo più tardi, nella notte, forse la donna capisce che qualcosa non va nel suo compagno e si rifiuta di fare sesso con lui.
Il film termina con  Adar che una mattina si reca nella sua nuova scuola.

## Produzione
I film che hanno ispirato la regista nella realizzazione del film sono Cría cuervos e Persona. Zohar Hanetz non aveva mai recitato prima del suo ruolo nel film, ruolo che ha accettato dopo le insistenza di Tali Shalom Ezer. Il film ha ricevuto finanziamenti dalla Rabinovich Foundation in Israele.

## Accoglienza

### Botteghino
Girato con un budget di 2.999.149 nuovi shekel israeliani, il film ne ha incassati solo nel 2015 e solo nei cinema israeliani 163.140.

### Critica
"La fotografia artistica e le interpretazioni sottili e sensibili del cast... aiutano a sostenere questo dramma emotivamente complesso come uno dei migliori film del festival", ha riportato il Salt Lake Magazine in una recensione del film dopo la sua premiere al Sundance.

## Riconoscimenti
- 2014 - Jerusalem Film Festival
  - Miglior film israeliano
  - Miglior musica
  - Miglior fotografia
- 2014 - Awards of the Israeli Film Academy
  - Nomination Miglior attrice a Shira Haas
  - Nomination Miglior casting a Esther Kling
  - Nomination Miglior musica a Ishai Adar
- 2015 - Sundance Film Festival
  - Nomination  Premio della giuria: World Cinema Dramatic
- 2015 - Peace & Love Film Festival
  - Miglior attrice
- 2015 - Molodist International Film Festival
  - Grand Prix
  - Nomination Miglior film
- 2015 - Festival internazionale del cinema di Karlovy Vary
  - Nomination Independent Camera
- 2015 - Hamburg Film Festival
  - Nomination Young Talent Award a Tali Shalom Ezer